# Diplazon hyperboreus
Diplazon hyperboreus är en stekelart som först beskrevs av Marshall 1877.  Diplazon hyperboreus ingår i släktet Diplazon och familjen brokparasitsteklar. Arten är reproducerande i Sverige. Inga underarter finns listade i Catalogue of Life.